# Handball-Bundesliga (Frauen) 2012/13
Die Handball-Bundesliga 2012/13 der Frauen war die 28. Spielzeit der Handball-Bundesliga der Frauen. 12 Mannschaften spielten in der Hauptrunde um den Einzug in die Play-offs zur deutschen Meisterschaft. Die besten acht Mannschaften spielten dort um die deutsche Meisterschaft. Der Thüringer HC verteidigte den Meistertitel.
In dieser Saison traten fünf Teams in europäischen Wettbewerben an.

## Vereine und Spielstätten
In der nachfolgenden Tabelle stehen alle Vereine mitsamt den Heimspielstätten und den Kapazitäten.

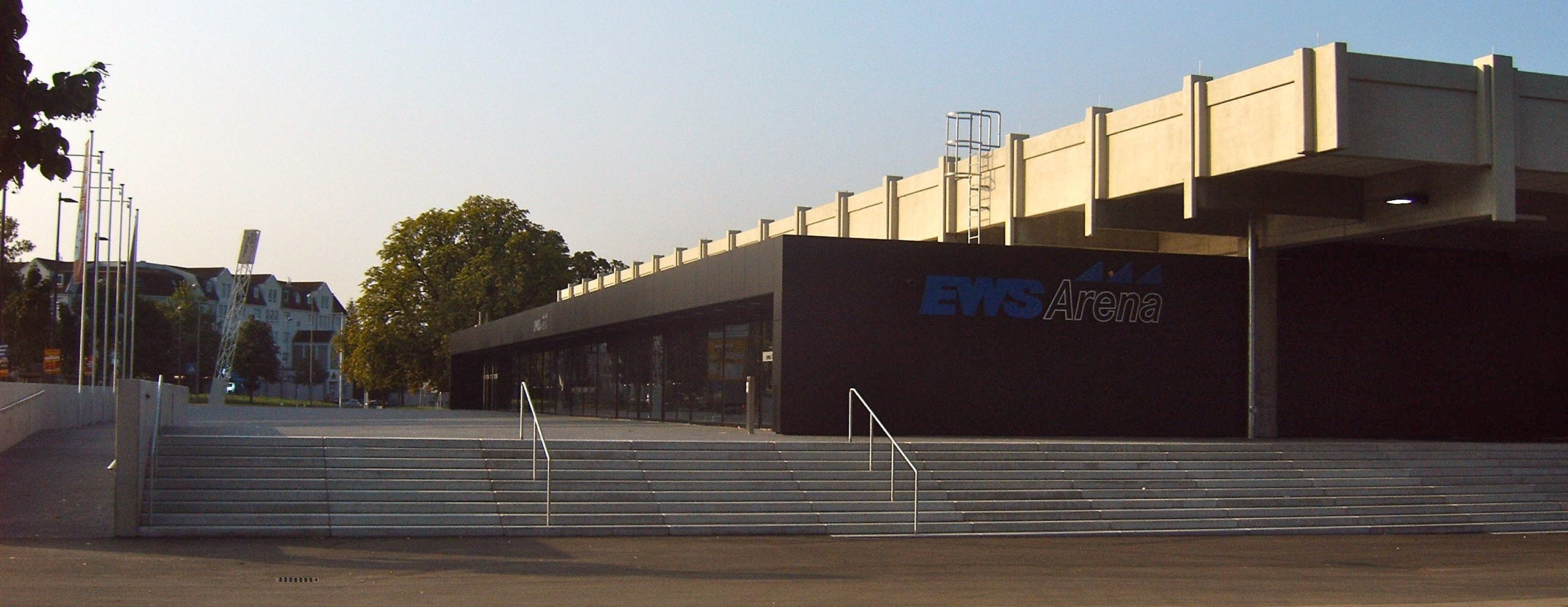
In der EWS Arena spielt Frisch Auf Göppingen

| Verein                        | Spielstätte                  | Kapazität |
| ----------------------------- | ---------------------------- | --------- |
| HC Leipzig                    | Arena Leipzig                | 7.000     |
| Frisch Auf Göppingen          | EWS Arena                    | 5.500     |
| DJK/MJC Trier                 | Arena Trier                  | 4.500     |
| Bayer Leverkusen              | Smidt-Arena                  | 3.500     |
| Vulkan-Ladies Koblenz/Weibern | Conlog-Arena                 | 3.250     |
| VfL Oldenburg                 | EWE Arena                    | 2.300     |
| Frankfurter HC                | Brandenburg-Halle            | 2.500     |
| Buxtehuder SV                 | Schulzentrum Nord            | 1.800     |
| Thüringer HC                  | Salza-Halle                  | 1.200     |
| HSG Bad Wildungen             | Ensesporthalle               | 0.800     |
| HSG Blomberg-Lippe            | Sporthalle an der Ulmenallee | 0.750     |
| TuS Metzingen                 | Öschhalle                    | 0.500     |

## Saison

### Tabelle
| Pl. | Verein                            | Sp | S  | U  | N  | Tore    | Diff. | Punkte |
| 01. | Thüringer HC (M)                  | 22 | 18 | 01 | 03 | 694:504 | +190  | 37:07  |
| 02. | HC Leipzig                        | 22 | 17 | 02 | 03 | 641:514 | +127  | 36:08  |
| 03. | Buxtehuder SV                     | 22 | 17 | 01 | 04 | 651:553 | +098  | 35:09  |
| 04. | VfL Oldenburg (P)                 | 22 | 15 | 01 | 06 | 681:616 | +065  | 31:13  |
| 05. | Bayer 04 Leverkusen               | 22 | 14 | 0  | 08 | 628:572 | +056  | 28:16  |
| 06. | Frisch Auf Göppingen              | 22 | 12 | 02 | 08 | 561:541 | +020  | 26:18  |
| 07. | Frankfurter HC*                   | 22 | 10 | 01 | 11 | 616:618 | −02   | 21:23  |
| 08. | HSG Blomberg-Lippe                | 22 | 06 | 03 | 13 | 577:630 | −053  | 15:29  |
| 09. | Vulkan-Ladies Koblenz/Weibern (A) | 22 | 06 | 0  | 16 | 526:660 | −134  | 12:32  |
| 10. | TuS Metzingen (A)                 | 22 | 04 | 03 | 15 | 558:637 | −079  | 11:33  |
| 11. | DJK/MJC Trier                     | 22 | 02 | 03 | 17 | 572:732 | −160  | 07:37  |
| 12. | HSG Bad Wildungen                 | 22 | 02 | 01 | 19 | 545:673 | −128  | 05:39  |

*Der Frankfurter HC meldete nach Saisonende Insolvenz an und zog seine Mannschaft zurück.

### Entscheidungen
|     | Teilnehmer Play-offs                      |
|     | Abstieg in die 2. Handball-Bundesliga     |
| (M) | Deutscher Meister                         |
| (P) | amtierender DHB-Pokal Sieger              |
| (A) | Aufsteiger aus der 2. Handball-Bundesliga |

### Kreuztabelle
Die Kreuztabelle stellt die Ergebnisse aller Spiele dieser Saison dar. Die Heimmannschaft ist in der linken Spalte, die Gastmannschaft in der oberen Zeile aufgelistet.
| 2012/13                       | Thüringer HC | HC Leipzig | Buxtehuder SV | VfL Oldenburg | Bayer 04 Leverkusen (Handball) |         | Frankfurter HC | HSG Blomberg-Lippe | Vulkan-Ladies Koblenz/Weibern | TuS Metzingen | DJK/MJC Trier | HSG Bad Wildungen |
| ----------------------------- | ------------ | ---------- | ------------- | ------------- | ------------------------------ | ------- | -------------- | ------------------ | ----------------------------- | ------------- | ------------- | ----------------- |
| Thüringer HC                  |              | 31 : 23    | 26 : 21       | 39 : 25       | 27 : 30                        | 28 : 22 | 30 : 24        | 38 : 27            | 31 : 20                       | 32 : 19       | 46 : 25       | 37 : 18           |
| HC Leipzig                    | 23 : 22      |            | 26 : 21       | 30 : 25       | 29 : 27                        | 30 : 20 | 31 : 20        | 29 : 29            | 32 : 18                       | 34 : 25       | 29 : 29       | 31 : 20           |
| Buxtehuder SV                 | 16 : 24      | 26 : 25    |               | 29 : 29       | 38 : 28                        | 22 : 21 | 37 : 26        | 36 : 28            | 34 : 16                       | 32 : 27       | 28 : 21       | 29 : 26           |
| VfL Oldenburg                 | 25 : 29      | 23 : 28    | 31 : 26       |               | 36 : 29                        | 32 : 25 | 35 : 30        | 30 : 27            | 36 : 24                       | 37 : 27       | 44 : 23       | 28 : 22           |
| TSV Bayer 04 Leverkusen       | 25 : 30      | 35 : 26    | 28 : 33       | 31 : 35       |                                | 25 : 15 | 29 : 26        | 26 : 15            | 29 : 22                       | 25 : 22       | 39 : 27       | 29 : 22           |
| Frisch Auf Göppingen          | 23 : 23      | 18 : 19    | 27 : 30       | 27 : 25       | 24 : 18                        |         | 31 : 29        | 32 : 27            | 30 : 20                       | 26 : 16       | 23 : 16       | 31 : 23           |
| Frankfurter HC                | 27 : 26      | 25 : 30    | 18 : 29       | 29 : 32       | 32 : 27                        | 33 : 26 |                | 35 : 27            | 26 : 21                       | 37 : 24       | 33 : 26       | 25 : 21           |
| HSG Blomberg-Lippe            | 27 : 37      | 16 : 36    | 24 : 28       | 30 : 22       | 16 : 25                        | 26 : 28 | 27 : 19        |                    | 33 : 28                       | 26 : 26       | 27 : 19       | 32 : 18           |
| Vulkan-Ladies Koblenz/Weibern | 18 : 33      | 18 : 31    | 22 : 26       | 25 : 28       | 25 : 31                        | 23 : 26 | 21 : 35        | 35 : 30            |                               | 29 : 28       | 30 : 28       | 33 : 29           |
| TuS Metzingen                 | 21 : 32      | 18 : 31    | 26 : 35       | 28 : 31       | 21 : 26                        | 22 : 28 | 22 : 19        | 28 : 28            | 32 : 24                       |               | 28 : 29       | 34 : 22           |
| DJK/MJC Trier                 | 20 : 37      | 24 : 40    | 30 : 43       | 31 : 43       | 26 : 34                        | 28 : 32 | 30 : 30        | 28 : 21            | 28 : 29                       | 32 : 32       |               | 30 : 36           |
| HSG Bad Wildungen             | 25 : 36      | 23 : 29    | 24 : 32       | 27 : 29       | 25 : 32                        | 26 : 26 | 36 : 38        | 27 : 34            | 24 : 25                       | 22 : 32       | 28 : 22       |                   |

## Play-offs deutsche Meisterschaft
In den Play-off-Spielen zählt bei Punktgleichheit die bessere Tordifferenz. Ist auch diese gleich, entscheidet die höhere Zahl der auswärts erzielten Tore (Auswärtstorregel). Sollte auch dann noch kein Sieger feststehen, ist direkt im Anschluss an das jeweilige Play-off-Rückspiel der Sieger ohne vorherige Verlängerung durch ein Siebenmeterwerfen zu ermitteln.

### Viertelfinale
Im Viertelfinale treffen der Tabellenerste auf den Tabellenachten, der Tabellenzweite auf den Tabellensiebten, der Tabellendritte auf den Tabellensechsten und der Tabellenvierte auf den Tabellenfünften.

Die ersten 4 Plätze haben das Recht, das Rückspiel zu Hause auszutragen.

Die Hinspiele finden am 6./7./10. April 2013 statt, die Rückspiele am 12./13./14./17. April 2013.
| Mannschaft 1         | Mannschaft 2  | Hinspiel             | Rückspiel            | Gesamt  |
| -------------------- | ------------- | -------------------- | -------------------- | ------- |
| HSG Blomberg-Lippe   | Thüringer HC  | 10.04. Mi. 19:30 Uhr | 17.04. Mi. 19:30 Uhr | 50 : 68 |
| HSG Blomberg-Lippe   | Thüringer HC  | 28 : 34 (16 : 19)    | 22 : 34 (13 : 20)    | 50 : 68 |
| FHC Frankfurt/Oder   | HC Leipzig    | 06.04. Sa. 16:00 Uhr | 12.04. Fr. 19:30 Uhr | 41 : 58 |
| FHC Frankfurt/Oder   | HC Leipzig    | 20 : 28 (12 : 16)    | 21 : 30 (11 : 17)    | 41 : 58 |
| Frisch Auf Göppingen | Buxtehuder SV | 06.04. Sa. 19:30 Uhr | 13.04. Sa. 16:00 Uhr | 56 : 59 |
| Frisch Auf Göppingen | Buxtehuder SV | 31 : 28 (12 : 15)    | 25 : 31 (11 : 17)    | 56 : 59 |
| Bayer 04 Leverkusen  | VfL Oldenburg | 07.04. So. 16:00 Uhr | 14.04. So. 16:30 Uhr | 53 : 48 |
| Bayer 04 Leverkusen  | VfL Oldenburg | 24 : 25 (13 : 14)    | 29 : 23 (15 : 08)    | 53 : 48 |

### Halbfinale
Die Hinspiele fanden am 24. April 2013 statt und die Rückspiele am 28. April 2013.
| Mannschaft 1        | Mannschaft 2 | Hinspiel             | Rückspiel            | Gesamt  |
| ------------------- | ------------ | -------------------- | -------------------- | ------- |
| Bayer 04 Leverkusen | Thüringer HC | 24.04. Mi. 19:00 Uhr | 28.04. So. 15:00 Uhr | 53 : 54 |
| Bayer 04 Leverkusen | Thüringer HC | 23 : 27 (07 : 09)    | 30 : 27 (13 : 14)    | 53 : 54 |
| Buxtehuder SV       | HC Leipzig   | 24.04. Mi. 19:00 Uhr | 28.04. So. 16:00 Uhr | 42 : 52 |
| Buxtehuder SV       | HC Leipzig   | 22 : 24 (10 : 09)    | 20 : 28 (09 : 14)    | 42 : 52 |

### Finale
Das Hinspiel fand am 5. Mai 2013 statt, das Rückspiel am 12. Mai 2013.
| Mannschaft 1 | Mannschaft 2 | Hinspiel             | Rückspiel            | Gesamt  |
| ------------ | ------------ | -------------------- | -------------------- | ------- |
| HC Leipzig   | Thüringer HC | 05.05. So. 14:30 Uhr | 12.05. So. 16:00 Uhr | 52 : 64 |
| HC Leipzig   | Thüringer HC | 21 : 27 (11 : 14)    | 31 : 37 (17 : 21)    | 52 : 64 |

## Statistiken

### Torschützenliste
Die Torschützenliste zeigt die drei besten Torschützinnen in der 1. Handball-Bundesliga 2012/13.
Zu sehen sind die Nation der Spielerin, der Name, die Position, der Verein, die gespielten Spiele, die Tore und die 7-m-Tore.
Stand: 24. Mai 2013
| Pl. | Nation      | Spieler               | Pos. | Verein        | Sp. | Tore | 7 m |
| --- | ----------- | --------------------- | ---- | ------------- | --- | ---- | --- |
| 1.  | Deutschland | Nadja Nadgornaja      | RL   | Thüringer HC  | 26  | 160  | 23  |
| 2.  | Niederlande | Maura Visser          | RL   | HC Leipzig    | 28  | 157  | 69  |
| 3.  | Niederlande | Laura van der Heijden | RR   | VfL Oldenburg | 24  | 147  | 13  |

### Bester 7-m-Werfer
In der Tabelle stehen die drei besten 7-m-Werfer der 1. Handball-Bundesliga 2012/13.
Zu sehen sind die Nation der Spielerin, der Name, die Position, der Verein, die gespielten Spiele, die 7-m-Tore, die 7-m-Versuche und die 7-m-Quote.
Stand: 27. Juli 2012
| Pl. | Nation      | Spieler            | Pos. | Verein                  | Sp. | 7 m | Ver. | Quote |
| --- | ----------- | ------------------ | ---- | ----------------------- | --- | --- | ---- | ----- |
| 1.  | Rumänien    | Cristina Mihai     | RR   | HSG Bad Wildungen       | 8   | 31  | 36   | 86 %  |
| 2.  | Niederlande | Maura Visser       | RM   | HC Leipzig              | 8   | 28  | 34   | 82 %  |
| 3.  | Deutschland | Kim Naidzinavicius | RM   | TSV Bayer 04 Leverkusen | 8   | 23  | 27   | 85 %  |

## Die Meistermannschaft
| 1. | Thüringer HC |
|    | - Mannschaft: Dinah Eckerle, Maike März, Katarina Tomašević, Nadja Nadgornaja, Sonja Frey, Ana Gros, Shenia Minevskaja, Danick Snelder, Nadja Bolze, Petra Popluhárová, Mie Augustesen, Katrin Engel, Anja Althaus, Lýdia Jakubisová, Kerstin Wohlbold - Trainer: Herbert Müller |